# Baloncesto Villa de Mieres 2012
El Baloncesto Villa de Mieres 2012 es un club deportivo de baloncesto localizado en Mieres del Camino, capital del concejo de Mieres, que compite en la Primera División Nacional de Baloncesto.
Disputa sus encuentros como local en el Complejo Deportivo del Campus de Mieres.
Fue fundado en 2012, promovido por Arturo Álvarez, tras la desaparición de los anteriores equipos de baloncesto de Mieres (Fabrimieres, Hunosa, Caudal, Lastra). Ascendió a Liga EBA en 2014, y se mantuvo dos temporadas antes de volver a Primera Nacional.